# 矮小野丁香
矮小野丁香（学名：Leptodermis pumila）为茜草科野丁香属下的一个种。

## 扩展阅读
- 維基物種上的相關：矮小野丁香